# Nicotiana linearis
Nicotiana linearis är en potatisväxtart som beskrevs av Rodolfo Amando Philippi. Nicotiana linearis ingår i släktet tobak, och familjen potatisväxter. Inga underarter finns listade i Catalogue of Life.